# Manoir d'Albu
Le manoir d'Albu (estonien : Albu mõis), anciennement manoir d'Alp (allemand : Gutshaus Alp) est un ancien manoir seigneurial estonien situé dans le village d'Albu dans la région de Järva (autrefois district de Jerwen).

## Historique

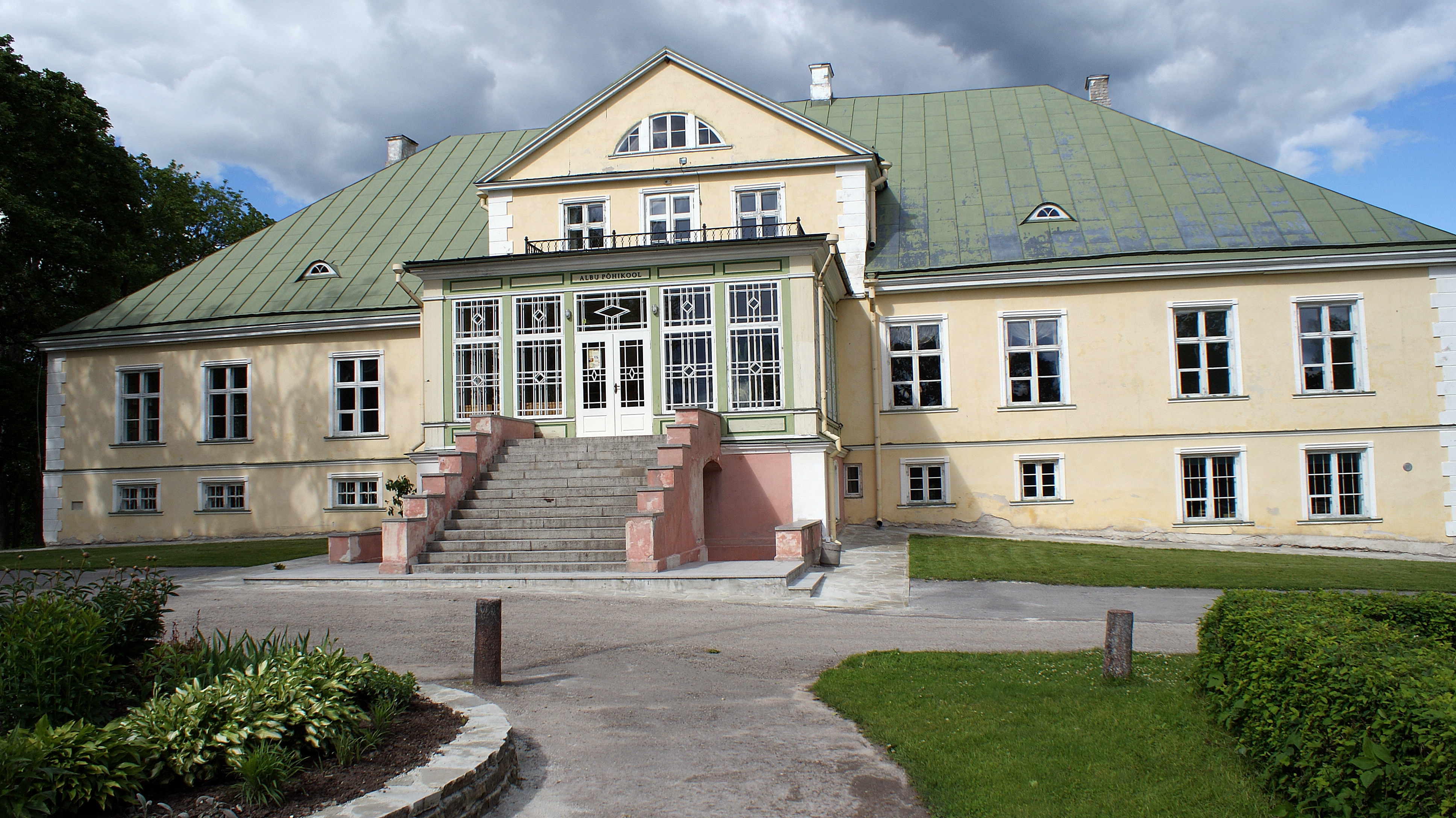
Façade du manoir

Le domaine d'Alp est l'un des plus anciens de la contrée puisqu'il a été formé en 1286 par les chevaliers Porte-Glaive. Il y construisent un petit château fort pour le bailli de la commanderie de Weißenstein et il dépend de la paroisse St. Matthäi. Il passe à l'ordre livonien au XIVe siècle, puis il est sécularisé à la Réforme protestante. Le roi Gustave II Adolphe de Suède le donne en fief en 1629 à Adam Schrapfer, commissaire général de Reval, qui avait déjà reçu d'autres domaines (Lunia, Weßlershof et Hawa). Il fait ériger un petit manoir de bois sur les restes du château fort. Son fils, Adam Johann von Schrapfer épouse Anna Elisabeth von Taube (1633-1680) et en hérite en 1647, puis il passe en 1688 à Adam Bernhard von Schrapfer. Il est ensuite acquis par mariage à la famille von Löwen, puis est acquis par la famille von Nieroth qui fait construire le manoir actuel au début du XVIIIe siècle. Le domaine est vendu pour dix-neuf mille roubles en 1741  à l'ancien gouverneur d'Estland, le comte Gustav Otto von Douglas (1687-1771), petit-fils de Robert Archibald Douglas anobli par Christine de Suède. Ses descendants vendent le domaine au milieu du XIXe siècle et il passe à la famille von Igelström, à la famille von Toll, à la famille von Lilienfeld (en 1862) et en 1912 à la famille von Harpe pour 172 000 roubles. Elle est expropriée en 1919, lorsque les biens fonciers sont nationalisés par la nouvelle république estonienne.
Le château actuel, bâti en bois, est construit en 1710-1730 pour Magnus Wilhelm von Nieroth (1663-1740) sur les fondations médiévales de pierres qui subsistent. Il a été restauré en 1995-2000 et on y a découvert des fresques et des ornements baroques.
Le château sert d'établissement scolaire primaire et secondaire depuis 1921.

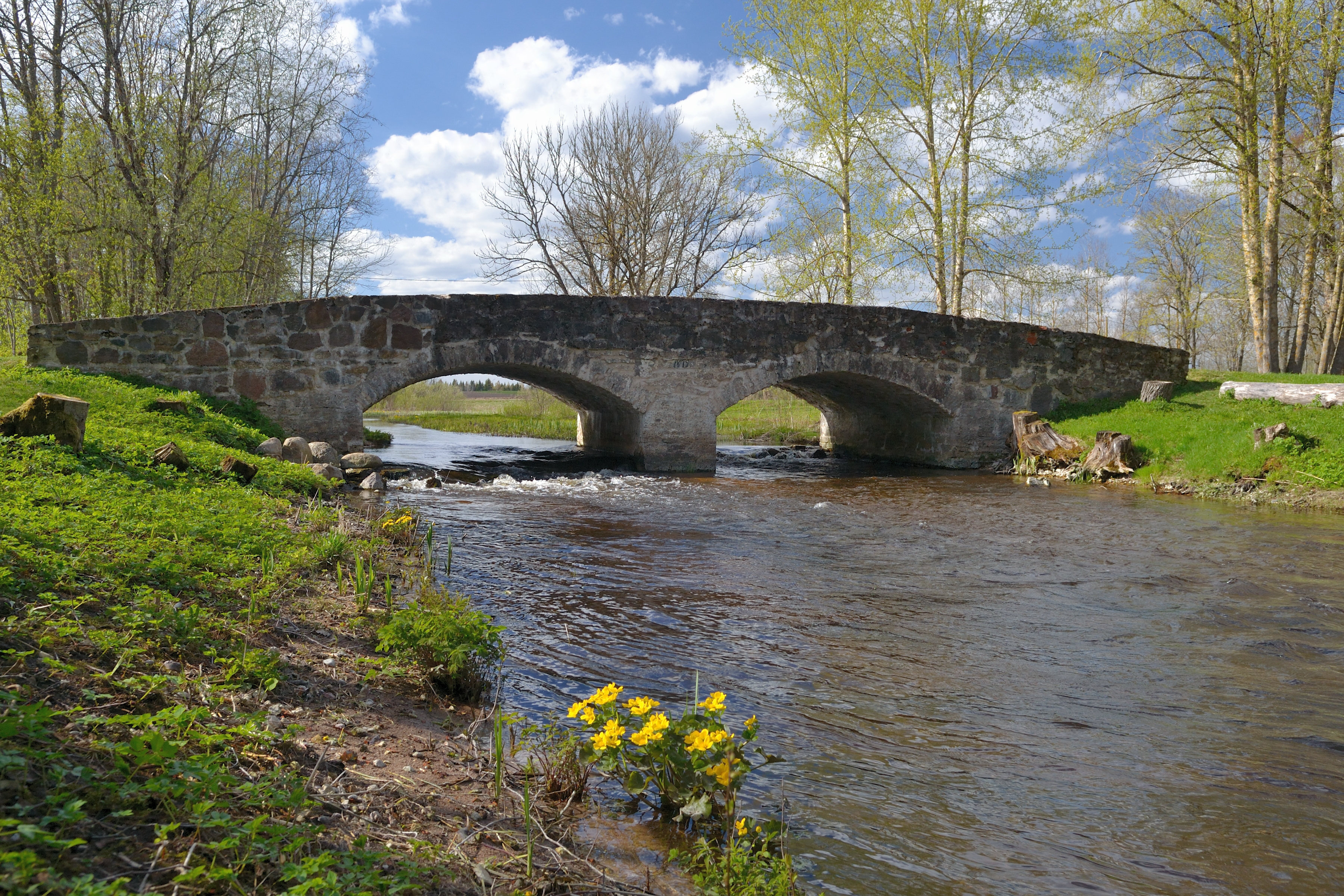
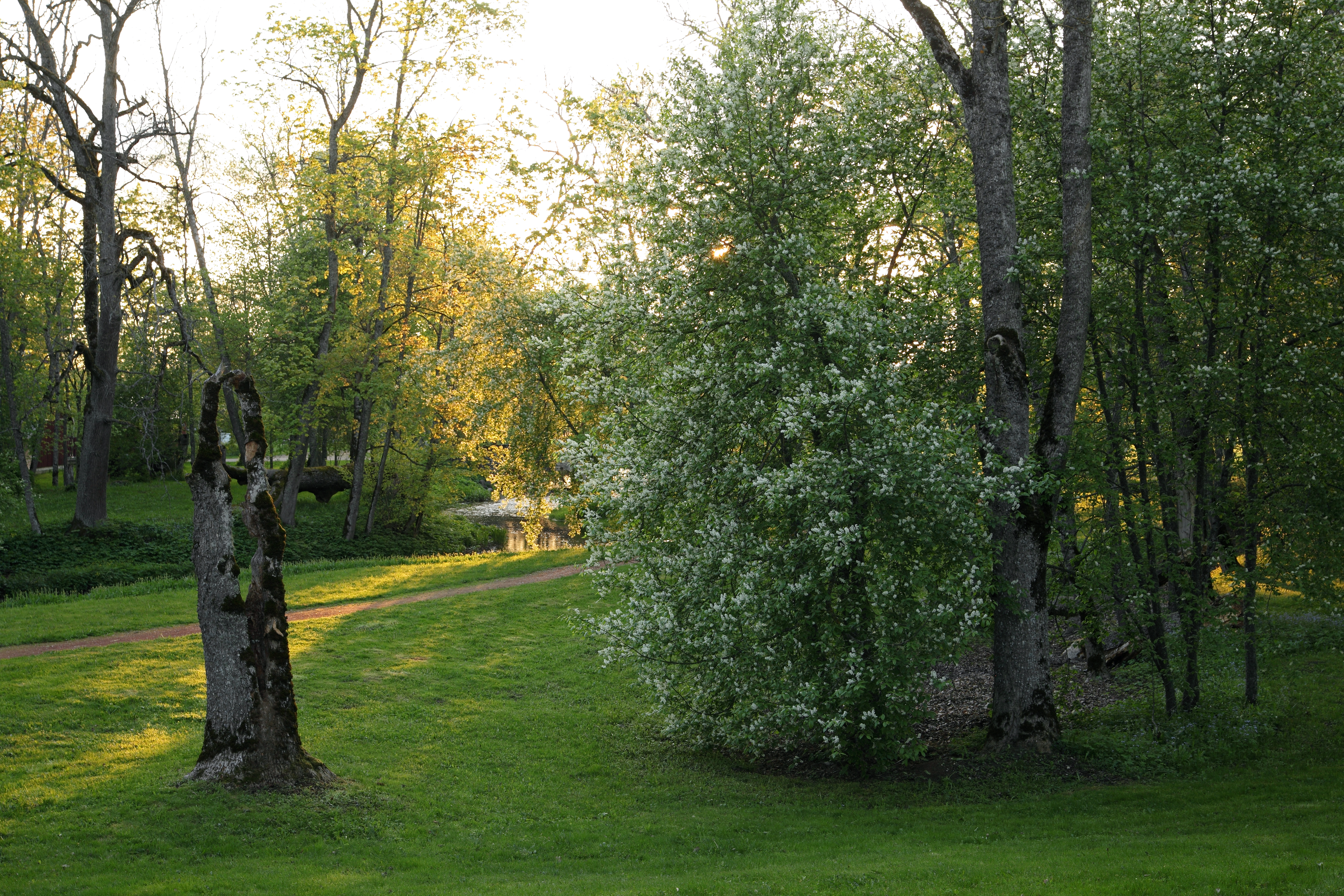
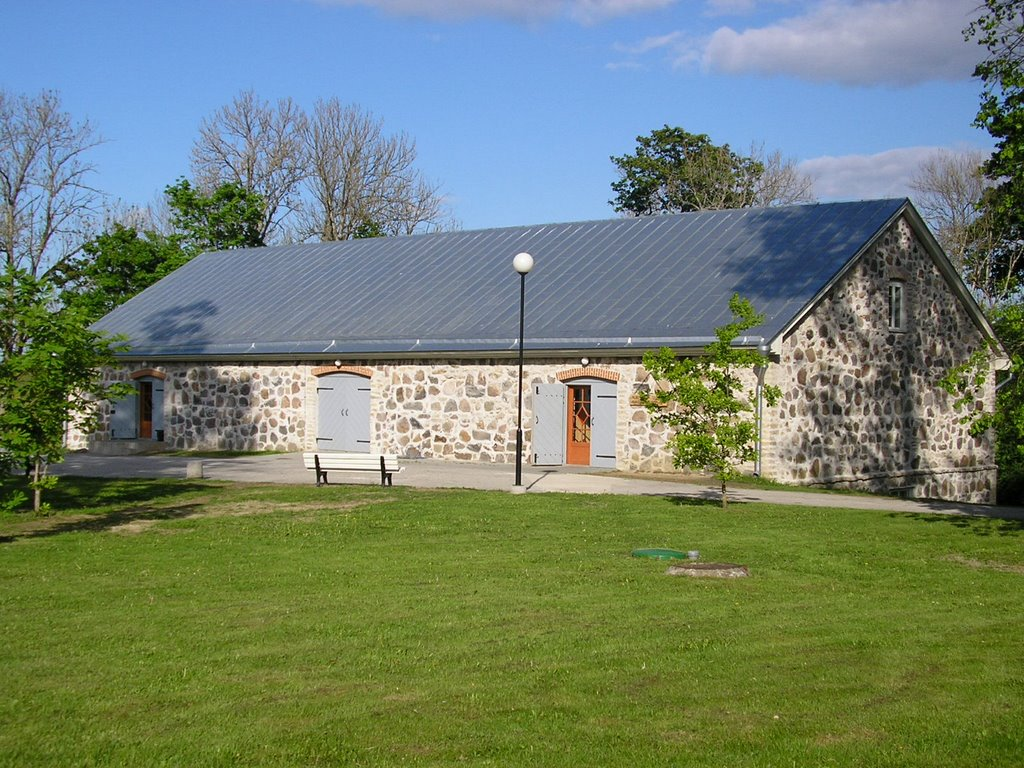
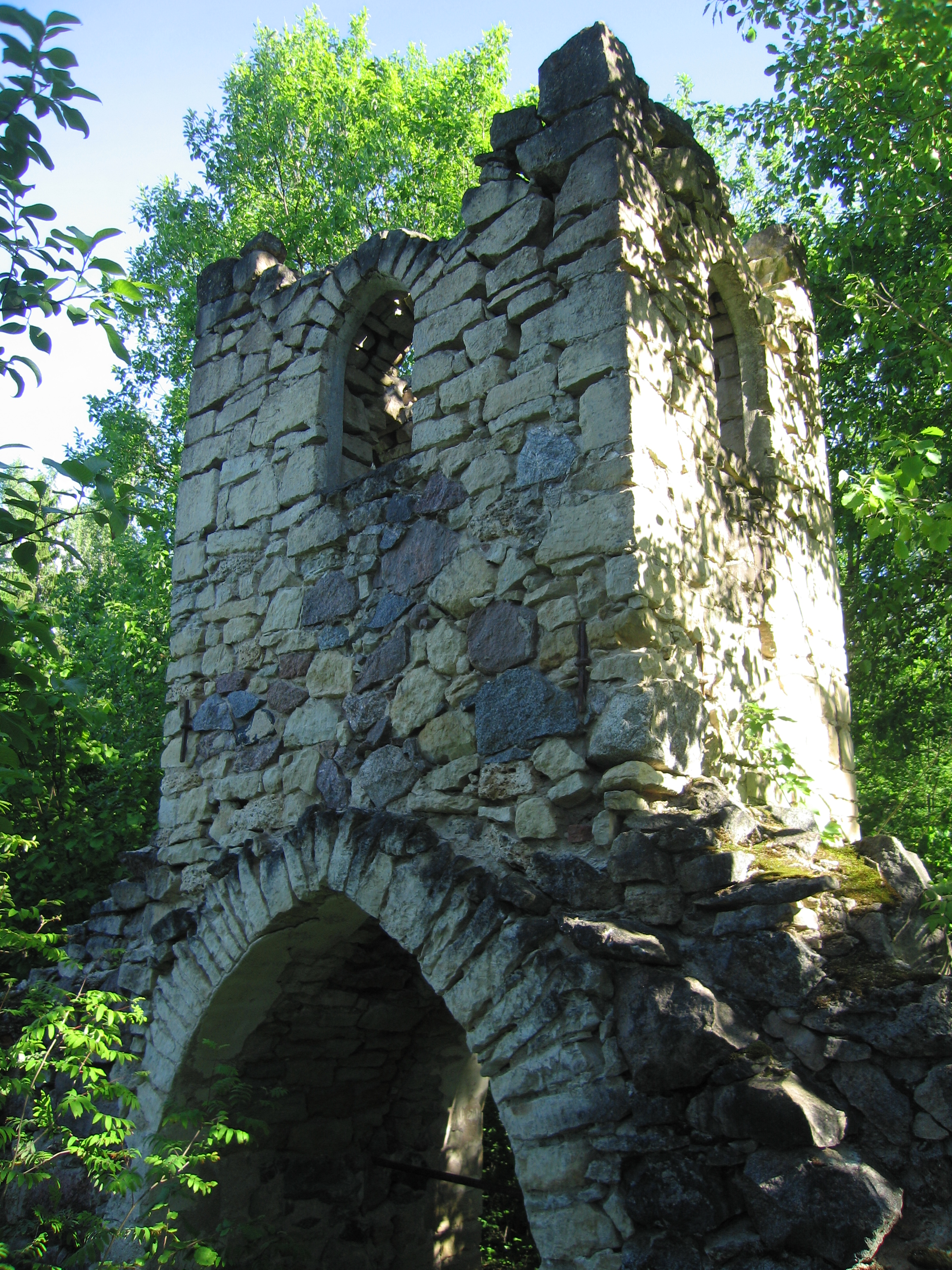